# Avia Jaynar
Avia Jaynar is een Kazachse luchtvaartmaatschappij met haar thuisbasis in Kostanay.

## Geschiedenis
Avia Jaynar is opgericht door Ivona Holding Co in 2001.

## Vloot
De vloot van Avia Jaynar bestaat uit:(jan.2007)
- 2 Antonov AN-24RV
- 1 Antonov AN-24V